# Turkmenische Fußballnationalmannschaft (U-23-Männer)
Die turkmenische U-23-Fußballnationalmannschaft ist eine Auswahlmannschaft turkmenischer Fußballspieler. Sie untersteht dem turkmenischen Fußballverband TFF und repräsentiert diesen international auf U-23-Ebene, etwa in Freundschaftsspielen gegen die Auswahlmannschaften anderer nationaler Verbände, bei U-23-Asienmeisterschaften sowie den Fußballturnieren der Olympischen Sommerspiele und der Asienspiele.
Bisher konnte sich die Mannschaft nicht für das olympische Fußballturnier oder die U-23-Asienmeisterschaft qualifizieren. An den Asienspielen nahm Turkmenistan zweimal teil und schaffte es 2010 in das Achtelfinale.
Spielberechtigt sind Spieler, die ihr 23. Lebensjahr noch nicht vollendet haben und die turkmenische Staatsangehörigkeit besitzen.

## Bilanzen
| Olympische Spiele - 1996 bis 2012: Nicht qualifiziert - 2016: Zurückgezogen - 2020: Nicht qualifiziert U-22-/23-Asienmeisterschaften - 2014: Nicht qualifiziert - 2016: Zurückgezogen - 2018 bis 2020: Nicht qualifiziert | Asienspiele - 2002: Gruppenphase - 2006: Zurückgezogen - 2010: Achtelfinale - 2014 bis 2018: Nicht teilgenommen |